# Folclore malaio

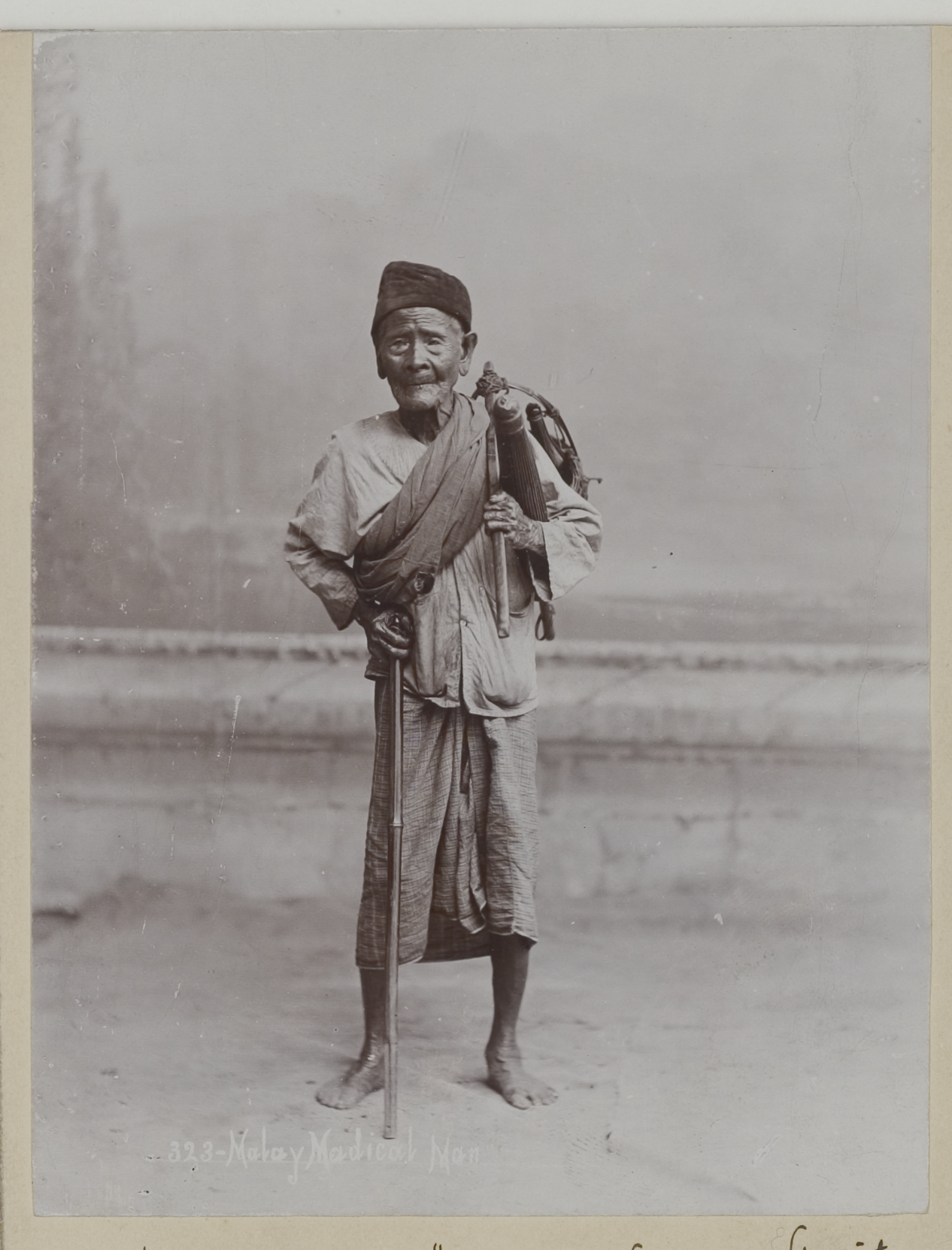
Um curandeiro malaio tradicional em Singapura, Straits Settlements - c. 1890

O 'folclore malaio refere-se a uma série de conhecimentos, tradições e tabus que foram transmitidos através de muitas gerações em formas orais, escritas e simbólicas entre as populações indígenas do Sudeste Asiático Marítimo (Nusantara). Eles incluem, entre outros, temas e assuntos relacionados ao conhecimento indígena e de grupos étnicos malaios da região.
Nas histórias dentro desse sistema de crenças são comuns os relatos de entidades sobrenaturais e criaturas mágicas que fazem parte da mitologia malaia. Outros se relacionam com os mitos da criação e colocam lendas de nomes que são frequentemente entrelaçadas com figuras e eventos históricos. Antigos rituais de cura e medicina tradicional, bem como filosofias complexas em relação à saúde e doença também podem ser encontrados no folclore malaio.

## Tradição oral
As formas orais do folclore malaio são transmitidas principalmente por meio de canções de ninar, canções folclóricas, exibições teatrais e histórias que são comumente relatadas de pais para filhos. Contadores de histórias nômades que vagam pelos templos, mercados e palácios também desempenham um papel importante na inseminação das tradições orais de toda a população, muitas vezes acompanhadas de música, bem como formas de poesia e de prosa compostas. As tradições orais são muitas vezes integradas com valores morais e algumas podem incluir histórias de animais falantes.

### Música folclórica (lagu rakyat)
De todos os tipos de transmissão oral, aqueles sob a forma de música parecem ser mais difundidos na sociedade malaia. Canções e melodias de tempos passados são cantadas e lidas regularmente durante festas como casamentos, celebrações de maternidade e de parto, ritos de passagem e celebrações culturais ou religiosas. Eles também são usados em cerimônias ocasionais, em casamentos reais, em ritos de ascensão (ou coroação) e celebrações reais de aniversários, na forma de música da corte mais refinada.
Cada região ou cada um dos Estados da Malásia pode empregar diferentes versões de transmissão oral, mas o mais popular é na forma de canções folclóricas ou "lagu rakyat". O ghazal, de influência do Oriente Médio, pode ser ouvido no Estado malaio do sul, Johor, especificamente no distrito de  Muar. Poetas e cantores, tanto homens quanto mulheres, cantam poemas de amor ppulares, e enigmas na forma de pantun com o acompanhamento de uma composição, e da música feita para um alaúde árabe de seis cordas (ver oud), indiano tabla, ocidental violinos, acordeão e maracas.
Formas de rimas infantis e de canções de ninar também são cantadas em casamentos e festivais culturais no Estado de Melaka por malaios e por comunidades de língua malaia Peranakan. O conteúdo das músicas tem a ver principalmente com conselhos sobre amor, vida e casamento e é carinhosamente conhecido em malaio como dondang sayang que significa "canção de amor".
Dentro de cada uma dessas canções folclóricas, mensagens e histórias são contadas, uma espécie de transferência informal de sabedoria do velho para o jovem, na forma de poesia, que pode incluir qualquer uma destas:
- Pantun, um poema com quatro estrofes, dois para cada rima;
- Syair, um poema também com quatro estrofes, com todas as últimas palavras rimando juntas;
- Seloka, um poema, similar ao pantun;
- Madah, uma espécie de discurso rimado, um discurso através da poesia;
- Gurindam, poesia, música;

### Canções folclóricas
A tradição oral malaia inclui uma grande coleção de canções folclóricas. Muitas dessas músicas são na forma de histórias desenvolvidas em poesia ou em simples rima. Estas canções populares continuam a ser cantadas e um número considerável delas estão incluídas nos álbuns de cantores modernos, muitas vezes com improvisações em termos de melodia e arranjos musicais mais complexos para atender um acompanhamento maior de músicos e cantores.